# Sombor huppée
Pour les articles homonymes, voir Sombor.
La poule de Sombor huppée (Sombor Kaporka) est une race de poule domestique.

## Description
Volaille à deux fins, robuste, à grande huppe ronde et au tempérament actif.
Les poussins sont précoces avec un grand rendement à viande.
La poule pond en moyenne 190 œufs la première année, 160 la deuxième. Elle couve peu.

### Origine
Elle est originaire de l'ex-Yougoslavie, dans la région de Sombor en Serbie et est issue d'une sélection d'une poule régionale croisée avec la houdan, la sulmtaler et la leghorn.

### Standard
- Masse idéale : Coq : 3 à 4 kg ; Poule : 2,5 à 3,5 kg
- Crête :
- Oreillons :
- Couleur des yeux : rouge-orangé
- Couleur de la peau : blanche
- Couleur des tarses :
- Variétés de plumage : blanc, noir, rouge, fauve et autres
- Œufs à couver : min. 50g, coquille blanche brune
- Diamètre des bagues : Coq : 22mm ; Poule : 20mm

## Sources
- Le Standard officiel des volailles (Poules, oies, dindons, canards et pintades), édité par la Société centrale d'aviculture de France.